# Portugália az 1988. évi téli olimpiai játékokon
Portugália a kanadai Calgaryban megrendezett 1988. évi téli olimpiai játékok egyik részt vevő nemzete volt. Az országot az olimpián 1 sportágban 5 sportoló képviselte, akik érmet nem szereztek. Portugália 36 év eltelte után először szerepelt újra a téli olimpiai játékokon.

## Bob
| Versenyző                                              | Versenyszám | 1. futam | 1. futam | 2. futam | 2. futam | 3. futam | 3. futam | 4. futam   | 4. futam   | Összesítés | Összesítés |
| Versenyző                                              | Versenyszám | Idő      | Hely.    | Idő      | Hely.    | Idő      | Hely.    | Idő        | Hely.      | Idő        | Helyezés   |
| ------------------------------------------------------ | ----------- | -------- | -------- | -------- | -------- | -------- | -------- | ---------- | ---------- | ---------- | ---------- |
| Antonio Reis João Poupada                              | Kettes      | 1:00,72  | 36.      | 1:01,59  | 36.      | 1:01,86  | 30.      | 1:00,98    | 27.        | 4:05,15    | 34.        |
| Jorge Magalhães João Pires                             | Kettes      | 1:02,85  | 41.      | 1:03,18  | 41.      | 1:05,19  | 40.      | nem indult | nem indult | kiesett    | kiesett    |
| Antonio Reis João Poupada João Pires Rogério Bernardes | Négyes      | 58,42    | 26.      | 59,67    | 26.      | 58,28    | 25.      | 59,13      | 25.        | 3:55,50    | 25.        |